# Evolve (fédération de catch)
Pour les articles homonymes, voir Evolve (homonymie).
Evolve Wrestling (fréquemment écrit EVOLVE) est une fédération de catch américaine basée dans le nord-est des États-Unis par l'ancien booker de la Ring of Honor  Gabe Sapolsky, Sal Hamaoui le propriétaire de la Full Impact Pro ainsi que le catcheur Davey Richards. Leurs catcheurs viennent du circuit indépendant nord américain, ainsi que des catcheurs japonais. Elle est partenaire de la Dragon Gate USA jusqu'en août 2015, et durant le deuxième semestre de cette année Evolve commence un partenariat avec la NXT, le club-école de la World Wrestling Entertainment.

## Histoire
En novembre 2009, Gabe Sapolsky annonce dans une vidéo virale la création d'une nouvelle fédération, l'Evolve wrestling. Sapolsky déclare que l'Evolve ne va pas se limiter à un style de catch particulier et mettre l'accent sur le ratio victoires-défaites des catcheurs ou des équipes. De plus certains catcheurs passent par des matchs de qualification pour intégrer officiellement l'Evolve. Leur premier spectacle Evolve 1: Davey Richards vs. Ibushi, a lieu le 16 janvier 2010 au Rahway Recreational Center à Rahway, New Jersey.
Le 29 janvier, Sapolsky annonce que Davey Richards ne va plus participer aux prochains spectacles car il vient de renouveler son contrat avec la Ring of Honor.
Le 25 novembre 2011, Evolve et Dragon Gate USA (qui ont en commun d'avoir Gabe Sapolsky comme copropriétaire) annonce l'unification des deux fédérations. Ces deux fédérations continuent d'organiser séparément leur spectacle, mais partagent leurs catcheurs y compris les équipes et/ou clans et l'Evolve reconnait les championnats Open the Freedom Gate et Open the United Gate.
En février 2013, l'Evolve annonce l'organisation d'un tournoi pour désigner le premier champion de l'Evolve et la fin du système victoires-défaites. Le tournoi a lieu ) Secaucus, New Jersey, durant le WrestleCon en avril. La fédération utilise les records passés pour désigner les têtes de série du tournoi ; Chuck Taylor (10–5) et Ricochet (5–2), que l'on dispense du premier tour. Le 5 avril, AR Fox bat Sami Callihan pour devenir le premier champion de l'Evolve.. Le 18 septembre 2013, Vito LoGrasso annonce que son école de catch vient de signer un accord avec Evolve.
En novembre 2014, Evolve, Dragon Gate USA, Full Impact Pro et Shine Wrestling font une tournée en Chine sous la bannière du World Wrestling Network (WWNLive), la société mère de l'Evolve. Le mois suivant, WWNLive annonce un partenariat à long terme avec Great-Wall International Sports Management pour l'organisation de tournées en Asie, à partir du printemps 2015.
En 2015, WWNLive ouvre un centre d'entraînement à Trinity, Floride nommée World Wrestling Network Academy, que l'Evolve partage avec la Dragon Gate USA, Full Impact Pro et Shine.
En 2015, Evolve commence un partenariat avec la World Wrestling Entertainment (WWE). Certains catcheurs de l'Evolve apparaissent sur le site internet de la WWE, tandis que les catcheurs de la  NXT Sami Zayn, Chad Gable  Jason Jordan participent à des spectacles de l'Evolve en dehors du ring,. En janvier 2016, le General Manager William Regal de la NXT et le COO de la WWE Triple H sont venus lors de l'Evolve 54. À la suite de leur partenariat avec la WWE, il est annoncé qu'en mars 2016 l'Evolve effectuerait des matchs de qualifications pour les Global Cruiserweight Series.

## Personnel de l'Evolve
| Nom de ring      | Nom réel           | Notes                    |
| ---------------- | ------------------ | ------------------------ |
| Andrew Everett   | Andrew Everett     |                          |
| Anthony Nese     | Anthony Nese       |                          |
| Caleb Konley     | Inconnu            |                          |
| Chris Hero       | Chris Spradlin     |                          |
| Davey Richards   | Wesley Richards    |                          |
| Drew McIntyre    | Drew Galloway      |                          |
| Drew Gulak       | Drew Gulak         | Evolve Tag Team Champion |
| Fire Ant         | Inconnu            |                          |
| Johnny Gargano   | John Gargano       |                          |
| Martin Stone     | Martin Harris      |                          |
| Shane Strickland |                    | [ 18 ]                   |
| Silver Ant       | Unknown            |                          |
| Timothy Thatcher | Tim Moura          | Evolve Champion          |
| Tracy Williams   | Tracy Wiiliams     | Evolve Tag Team Champion |
| Tommy End        | Tommy Budgen       |                          |
| TJP              | T.J. Perkins       |                          |
| Trent Baretta    | Gregory Marasciulo |                          |

### Autres membres
- Lenny Leonard – Commentateur et Annonceur
- Mike Kehner - Arbitre
- Brandon Tolle - Arbitre
- Frankie Gastenau - Arbitre

### Alumni
- 2 Cold Scorpio
- Akebono
- Akira Tozawa
- Austin Aries
- B.J. Whitmer
- Bobby Fish
- Brian Cage
- Brian Kendrick
- Brodie Lee
- Bryan Danielson
- BxB Hulk
- Christina Von Eerie
- Cima
- Colt Cobana
- Derek Ryze
- Dragon Kid
- Drake Younger
- El Generico
- Fit Finlay
- Homicide
- Jack Evans
- Jimmy Jacobs
- Jimmy Rave
- Johnny Morrison
- Jon Moxley
- Kenn Doane
- La Parka
- Low Ki
- Masaaki Mochizuki
- Matt Jackson
- Matt Sydal
- Nick Jackson
- Justin Gabriel
- Rich Swann
- Ricochet
- Sabu
- Sami Callihan
- Samuray Del Sol
- Sara Del Rey
- Uhaa Nation

### Championnats et accomplissements
| Titre                        | Champion(s) actuel(s)                          | Date de victoire | Précédent Champion(s)        | Lieu            |
| ---------------------------- | ---------------------------------------------- | ---------------- | ---------------------------- | --------------- |
| Evolve Championship          | Timothy Thatcher (1)                           | 10 juillet 2015  | Drew Galloway (1)            | Tampa, Floride  |
| Evolve Tag Team Championship | Catch Point (Fred Yehi and Tracy Williams) (1) | 13 novembre 2016 | Drew Galloway & Chuck Taylor | Joppa, Maryland |